# Ed Mathieu
Ed Mathieu (Tilburg, 17 mei 1940 - aldaar, 28 november 2002) was een Nederlands profvoetballer.

## Willem II
Mathieu kwam als keeper zijn gehele loopbaan uit voor Willem II. 21 wedstrijden stond Ed Mathieu onder de lat en won in 1962-1963 de KNVB beker. Een ander absoluut hoogtepunt in zijn carrière waren de wedstrijden in de Europa Cup tegen Manchester United. Hij is familie van huidige Willem II-speler Justin Mathieu en een broer van de oud volleybalcoach Pierre Mathieu (1943-2014).